# Prométhée post-moderne
Prométhée post-moderne (The Post-Modern Prometheus) est le 5e épisode de la saison 5 de la série télévisée X-Files. Dans cet épisode, Mulder et Scully enquêtent sur une créature difforme surnommée le « Grand Mutato » qui serait la création génétique d'un savant fou.
Écrit et réalisé par Chris Carter, l'épisode a été tourné en noir et blanc et s'inspire largement du film Frankenstein (1931). D'autres éléments de l'histoire sont en rapport direct avec la chanteuse et actrice Cher, qui n'a pas pu jouer dans l'épisode. Il a reçu des critiques globalement favorables et a remporté un Emmy Award.

## Résumé
L'épisode s'ouvre avec les premières pages d'une bande dessinée. Shaineh Berkowitz, une habitante de la communauté rurale d'Albion, dans l'Indiana, fait appel à Mulder, qu'elle a vu dans The Jerry Springer Show. Elle prétend avoir été mise enceinte il y a 18 ans par une présence inconnue, alors qu'elle était inconsciente, et avoir ainsi donné naissance à son fils Izzy. Récemment, des faits similaires se sont produits et elle est à nouveau enceinte. Mulder et Scully rencontrent Shaineh Berkowitz et s'aperçoivent que la description qu'elle fait de son mystérieux assaillant, une énorme tête difforme et deux bouches, ressemble à un personnage de comics inventé par Izzy. Cette création, appelée le « Grand Mutato », est inspirée d'une créature du folklore local que beaucoup d'habitants d'Albion prétendent avoir vue.
Mulder et Scully sont conduits dans les bois par Izzy et son ami Booger et aperçoivent de loin une forme massive. En la poursuivant, ils font la rencontre du docteur Pollidori, un généticien qui mène des expériences sur le gène Hox. Mulder soupçonne Pollidori d'avoir étendu ses expérimentations à l'être humain, tel un Victor Frankenstein moderne, alors que Scully penche pour un canular inventé par les habitants d'Albion. Après l'agression de l'épouse de Pollidori, d'une manière semblable à celle de Shaineh Berkowitz, le docteur se rend chez son père et le tue à la suite d'une dispute. Le « Grand Mutato », en pleurs, enterre plus tard le corps.
L'enquête de Mulder et Scully les conduit, trop tard, au père du docteur. Pollidori, à la tête d'une foule en colère, traque la créature mais les deux agents la découvrent en premier. Mulder et Scully sont encerclés par la foule mais, à la surprise générale, le « Grand Mutato » prend la parole. Il raconte qu'il a été créé par le docteur Pollidori lors d'une expérience ratée et que c'est le père du docteur qui l'a recueilli et élevé comme un fils. Voulant lui créer une compagne, le vieil homme a mené des expériences d'hybridation avec ses animaux de ferme (d'où, par exemple, la lointaine ressemblance d'Izzy avec un cochon) mais celles-ci ont échoué. La foule s'aperçoit que le « Grand Mutato » n'a d'un monstre que l'apparence, et Pollidori est arrêté pour le meurtre de son père. Mulder et Scully emmènent le « Grand Mutato » voir un concert de Cher, son idole, et dansent ensemble. Le dernier plan se transforme alors en image de bande dessinée.

## Distribution
- David Duchovny : Fox Mulder
- Gillian Anderson : Dana Scully
- John O'Hurley : le docteur Francis Pollidori
- Pattie Tierce : Shaineh Berkowitz
- Stewart Gale : Izzy Berkowitz
- Chris Giacoletti : Booger
- Chris Owens : le « Grand Mutato »

## Production

### Préproduction
Chris Carter prévoit d'alléger le ton dramatique de la cinquième saison en la parsemant de quelques épisodes décalés. Il souhaite écrire un épisode qui s'inspire du roman Frankenstein ou le Prométhée moderne (1818), de Mary Shelley, mais éprouve des difficultés à concilier cette histoire avec le style de la série. Pour parvenir à ses fins, il écrit un scénario qui mêle le monde réel à celui de X-Files et comporte aussi des éléments relevant du fantasme. Dans le but de rendre l'épisode « aussi émouvant que possible », il s'inspire plus de l'adaptation cinématographique de Frankenstein (1931) de James Whale que du roman originel. Carter explique plus tard qu'il a mêlé la science moderne au style ancien du noir et blanc et des éléments de l'histoire originale à d'autres contes de fées pour arriver à une histoire sur un monstre en quête d'amour.
L'idée d'une création génétique est développée avec l'aide d'Anne Simon, la consultante scientifique de la série. Carter rend visite à un ami de Simon, un scientifique de l'université de l'Indiana à Bloomington, qui a modifié génétiquement des mouches. Après avoir créé le personnage du « Grand Mutato », il découvre que Matt Groening a créé un personnage du même nom pour une bande dessinée des Simpson. Carter contacte Groening, qui lui donne la permission d'utiliser le nom.

### Choix des interprètes
Chris Carter, qui apprécie les chansons de Cher et a appris qu'elle aimerait jouer dans un épisode de la série, écrit des éléments de l'histoire directement en rapport avec elle à cette fin. Cher ne peut se libérer au moment du tournage mais autorise l'imitatrice Tracey Bell à jouer son rôle ainsi que l’utilisation de plusieurs de ses chansons. Carter écrit par ailleurs le rôle de Shaineh Berkowitz spécifiquement pour Roseanne Barr, qui avait elle aussi exprimé son intérêt pour la série, mais l'actrice n'est pas disponible non plus. Jerry Springer apparaît quant à lui dans son propre rôle.
John O'Hurley, acteur régulier de la sitcom Seinfeld, a déjà auditionné plusieurs fois pour des épisodes de X-Files et est cette fois-ci retenu pour le rôle du docteur Pollidori, que Carter juge parfait pour lui. Stewart Gale, qui interprète Izzy Berkowitz, n'est pas un acteur professionnel. Carter l'a découvert assis à l'arrière d'un camion et a convaincu son père, au départ soupçonneux, de le laisser jouer dans l'épisode. Les deux amis d'Izzy sont également interprétés par des acteurs débutants, l'un étant un dresseur de serpents sur le tournage de Combattre le futur et l'autre travaillant dans un café de Vancouver fréquenté par Carter.
Le « Grand Mutato » est incarné par Chris Owens, méconnaissable sous un épais maquillage. Owens a déjà joué une version plus jeune de l'homme à la cigarette dans deux épisodes de la quatrième saison et sera plus tard choisi pour interpréter le rôle récurrent de Jeffrey Spender. Lors de son audition, Carter conseille à Owens de s'inspirer du film Elephant Man (1980) car il recherche la dignité de ce personnage. Owens suit ces instructions mais doit recommencer son audition, le premier essai ayant été jugé trop « autiste » par Carter.

### Tournage
Carter décide de tourner l'épisode en noir et blanc, en hommage à James Whale, ce qui pose plus de problèmes qu'il ne l'escomptait. Le directeur de la photographie Joel Ransom doit passer plus de temps pour trouver le bon éclairage des scènes en raison du niveau de gris. Carter utilise par ailleurs un objectif grand angle pour donner aux scènes une ambiance plus surréaliste, ce qui oblige les acteurs à jouer directement devant la caméra au lieu d'être en face de leur partenaire. Carter souhaite enfin avoir des effets spéciaux de ciels orageux pour reproduire l'atmosphère des vieux films de Frankenstein.
Le masque du « Grand Mutato » est conçu par Tony Lindala après une douzaine d'essais sur le papier, les premières versions ayant été jugées « trop humaines ». Il est fait en latex, pour un coût de 40 000 $, et comporte une deuxième bouche articulée. Il faut entre cinq et sept heures pour l'appliquer sur Chris Owens, qui porte en plus des lentilles de contact et un dentier. Lindala crée également les costumes pour les jumeaux qui apparaissent à la fin de l'épisode dans The Jerry Springer Show, une scène difficile à tourner car les enfants essayaient d'arracher leurs faux cheveux.

### Musique et références culturelles
Mark Snow considère la musique de l'épisode comme son meilleur travail de la saison. Il décrit le thème principal comme la « version macabre, insidieuse et très sombre d'une valse ». Il s'inspire aussi du thème musical d'Elephant Man par John Morris. Trois chansons de Cher sont utilisées dans l'épisode : The Sun Ain't Gonna Shine (Anymore), Gypsys, Tramps & Thieves et Walking in Memphis.
Le titre de l'épisode se réfère à la fois au titre du roman Frankenstein ou le Prométhée moderne et au mouvement artistique postmoderne. De plus, le personnage du docteur Pollidori tire son nom de John Polidori, un contemporain de Mary Shelley qui était présent lors de la conception de son roman, et quelques scènes et lignes de dialogues de l'épisode sont des transpositions du film Frankenstein (1931). Lors d'une scène, le « Grand Mutato » regarde un extrait du film Mask (1985), dans lequel Cher joue le rôle de la mère aimante d'un adolescent au visage déformé.

## Accueil

### Audiences
Lors de sa première diffusion aux États-Unis, l'épisode réalise un score de 11,5 sur l'échelle de Nielsen, avec 16 % de parts de marché, et est regardé par 18,68 millions de téléspectateurs.

### Accueil critique
L'épisode a été globalement bien accueilli par la critique. Pour le magazine Empire, qui le classe à la 5e place des meilleurs épisodes de la série, Chris Carter « joue avec le style et la forme en transformant un épisode entier en hommage affectueux » au Frankenstein de James Whale, et transmet par ailleurs « son amour des comics » dans cette dissertation sur la paranoïa et la peur de la génétique. Erin McCann, du Guardian, le classe parmi les 13 meilleurs épisodes de la série, le citant en parfait exemple de ce que la série était capable de faire quand elle était « à son meilleur niveau ». Le site The A.V. Club le classe parmi les 10 meilleurs épisodes de la série, Todd VanDer Werff lui donnant la note de A et estimant que l'épisode est la « merveilleuse expression » de l'idée que « l'imagination est, de bien des façons, plus puissante que la réalité ». Eric Mink, du New York Daily News, évoque un épisode « exceptionnel » qui est promis à s'élever au rang de classique, avec une interprétation sans faille des deux acteurs principaux et une performance « touchante » de Chris Owens. Matthew Gilbert, du Boston Globe, le qualifie d'« épisode mémorable » d'une grande élégance visuelle, et salue Chris carter pour avoir su maintenir « l'équilibre entre drame, humour discret et clins d'œil intelligents ».
En France, le site Le Monde des Avengers évoque un épisode qui « séduit d’abord par la beauté étrange de sa mise en scène », qui « regorge de trouvailles visuelles », et mêle à la perfection « poésie, fantastique et humour » pour s'imposer finalement « comme un authentique chef-d’œuvre de l’art audiovisuel et un des épisodes expérimentaux les plus aboutis de l’univers des séries télé ». Pour le site Allociné, qui le classe parmi les 10 épisodes les plus originaux de la série, « ce chef-d’œuvre en noir et blanc est sans doute la plus grande réussite de la série » sur les plans esthétique et scénaristique.
Parmi les critiques négatives, Paula Vitaris, de Cinefantastique, lui donne la note de 1,5/4, évoquant un épisode au scénario « mesquin » et qui « tombe à plat » en raison du manque de cohérence de ses scènes et de ses observations. Dans leur livre sur la série, Robert Shearman et Lars Pearson, lui donnent la note de 2/5, estimant que « Chris Carter le scénariste a imaginé quelque chose d'espiègle, léger et charmant » mais que « Chris Carter le réalisateur » a rendu cela tellement insipide, langoureux et pétri d'autosatisfaction qu'il a ruiné ses efforts.

### Distinctions
L'épisode a reçu sept nominations lors des Primetime Emmy Awards 1998 dans les catégories de la meilleure réalisation, du meilleur scénario, de la meilleure photographie, des meilleurs décors, des meilleurs maquillages, du meilleur montage et de la meilleure musique. Il a remporté celui des meilleurs décors. Chris Carter a également été nommé pour le Directors Guild of America Award de la meilleure réalisation pour une série dramatique.

## Analyse
La série a fait plusieurs fois référence à Frankenstein, notamment dans les épisodes Vengeance d'outre-tombe, de la première saison, et Le Commencement, de la sixième saison, ainsi qu'à travers les expérimentations menées par le Syndicat sur des hybrides humains-extraterrestres ; mais Prométhée post-moderne constitue l'hommage le plus évident rendu à cette œuvre,. L'épisode aborde les thèmes de la maternité et de la sexualité. Selon Linda Badley, il annonce la maternité à venir de Scully, comme l'avait déjà fait La Meute la saison précédente, ainsi que sa prise de conscience imminente, lors de l'épisode suivant, qu'elle a été utilisée pour créer un hybride. Dans son livre, Diane Negra affirme que, bien que le « Grand Mutato » ait fécondé Shaineh Berkowitz et Elizabeth Pollidori sans leur consentement, il serait excessif de qualifier la créature de « violeur » en raison du désir qu'ont les deux femmes d'avoir un enfant par des méthodes non conventionnelles. Il leur permet par ses actes d'obtenir ce qu'elles recherchent éperdument dans un moment de « résolution féérique ».
Eric Bumpus et Tim Moranville avancent que l'épisode, et même la série tout entière, rejette « le naturalisme moderne » et embrasse à la place « le supernaturalisme mystique du postmodernisme ». Ils remarquent que le « Grand Mutato » est une créature aimable et sympathique alors que, dans les stéréotypes de la science-fiction, de telles créatures deviennent généralement folles furieuses. De plus, les habitants d'Albion jouent le rôle de « fanatiques religieux », sauf qu'il s'avère à la fin, où ils deviennent des sortes de « héros secondaires », qu'ils étaient dans le vrai.
Revenant sur la question de la place de Cher dans l'épisode, Diane Negra constate que sa présence peut être ressentie à travers toute la narration. Sa personnalité extravagante et son corps remodelé sont utilisés comme une métaphore de « la possibilité de la transformation de soi », alors que sa voix est associée à l'idée de « passer outre le carcan du patriarcat ». L'utilisation de la musique de Cher lors des scènes où le « Grand Mutato » féconde des femmes souligne que « nous sommes entrés dans un royaume imaginaire où l'ordre naturel des choses est inversé ». Certains critiques notent que la scène de concert qui conclut l'épisode ne s'est pas réellement déroulée mais qu'elle joue le rôle de happy end fantaisiste conçue par Izzy Berkowitz dans sa bande dessinée à la suite des regrets exprimés par Mulder sur le fait que le « Grand Mutato » est condamné à une vie solitaire,.